# الفاز
ال فاز یک منطقهٔ مسکونی در عربستان سعودی است که در استان مکه واقع شده‌است.